# Brigitte McBridge
Brigitte McBridge (Brigitta McBridge en version d'origine) est un personnage de fiction de l'univers des canards créé en 1960 par le dessinateur italien Romano Scarpa pour les studios Disney. Elle est apparue pour la première fois dans Oncle Picsou et le dernier de Balabous (Zio Paperone e l'ultimo balabù). Elle est aussi connue en français sous le nom de Brigitte Cousudor.

## Apparence et personnalité
Brigitte est une cane élégamment vêtue et coiffée avec deux renflements formant un cœur et une petite spirale sur le côté démontrant une sophistication capillaire. Elle est enthousiaste, spontanée et surtout follement amoureuse de Balthazar Picsou, le milliardaire célibataire endurci. Dans les premières histoires, Brigitte est également intéressée par la fortune du milliardaire mais son créateur, Scarpa, va très vite abandonner cette idée.
Au départ, Scarpa a donné à Brigitte le nom Brigitta Papera, si avec cela on ajoute sa coiffure blonde, elle rappelle la célèbre actrice française Brigitte Bardot, très populaire durant cette époque. Le nom Papera est la version féminine de Papero voulant dire Canard. Et ce n'est qu'une dizaine d'années après, dans l'histoire La Guerre des Chaussures (Zio Paperone e le scarpe integrate) qu'elle est nommée Brigitta McBridge lui donnant une origine Écossaise suggérant une vie parallèle à celle de Picsou.
L'âge de Brigitte n'est pas indiqué et est difficile à déterminer. On sait seulement que dans l'histoire Oncle Picsou et le dernier de Balabous, que Picsou lui a offert une toque en 1898 laissant supposer qu'elle est plutôt âgée. Mais si dans les premières histoires, Scarpa lui donne des cernes et quelques rides montrant un âge avancé, il va par la suite lui donner une apparence plus jeune.
Ses rapprochements et éloignements successifs avec Picsou dépendent essentiellement des intérêts de ce dernier. Par les circonstances, Brigitte devient régulièrement une alliée face aux Rapetou, à Miss Tick et Flairsou. Mais il y a aussi des moments où, dans l'optique de pouvoir le conquérir, elle devient sa concurrente dans le commerce et la finance. Pour cela, elle est souvent aidée par un ami (opportuniste et doté d'une moralité ambiguë) en quête de bonnes affaires : Phil Ature. D’ailleurs, elle se montre efficace dans les affaires et pour gérer des entreprises au contraire de son ami.

## Apparition en bandes dessinées
Depuis 1960, Brigitte est apparue dans plus de 770 histoires ou de gags d'après le site INDUCKS, dont environ 190 ont été publiés en France (en février 2022).
Dans sa première apparition en 1960, dans l'histoire Oncle Picsou et le dernier de Balabous, le personnage de Brigitte est un prétexte pour lancer une aventure de Picsou et ses petits neveux mais n'est pas dans la partie centrale de l'histoire. Elle prend en chasse Picsou et lui rappelle que son anniversaire approche à grands pas. Elle lui suggère comme cadeau une toque en Balabou coûtant 2871 $. Picsou est mal en entendant le prix mais il est prêt à lui en offrir un pour qu'elle le laisse tranquille. Riri, Fifi et Loulou vont découvrir sur le manuel des Castors Juniors, que le Balabou est un animal rare mais qui existe néanmoins et ils vont partir tous les quatre à sa recherche. Finalement, le milliardaire va se souvenir qu'il avait déjà offert un chapeau en fourrure de Balabou en 1989.
Dans sa deuxième apparition, dans l'histoire Le Rapt de Brigitte (Zio Paperone e il ratto di Brigitta) de 1961, elle se trouve au cœur de l'histoire. En effet, elle a été enlevée et Picsou doit la secourir. C'est dans cette histoire que Phil Ature fait également son apparition.
Sa troisième apparition en 1962 est également sa première apparition par un auteur autre que Scarpa. En effet, il s'agit de l'histoire inédite en France, Paperino e la pepita Dolly scénarisé par Osvaldo Pavese et dessiné par Giovan Battista Carpi. Dans ce récit, les personnages sont transposés dans un univers Western avec Brigitte en maîtresse d'école où elle fait chanter Picsou pour que ce dernier l'épouse.
Elle est ensuite souvent utilisée dans les parodies d’œuvres littéraires où Picsou a le rôle principal. Elle se retrouve donc souvent avec le rôle de son épouse comme pour l'histoire de 1964, Don Picsoldi de Venise (Paperino fornaretto di Venezia) de Abramo Barosso et Osvaldo Pavese, adaptation d'une pièce de théâtre de Francesco Dall'Ongaro (it) se déroulant à Venise. Elle joue une dame aristocrate amoureuse de Paperon de'Pantoloni, ancêtre de Picsou.
L'histoire Picsou et les trésors des îles Bananias (Zio Paperone e il casco d'oro) a été réalisée par Romano Scarpa en 1976. Dans cette histoire, il reprend une idée suggérée par un autre auteur bien connu du monde des canards, Carl Barks. En effet les deux hommes se sont rencontrés en 1975 dans les locaux de Burbank de Disney. Carl Barks s'est dit intéressé par la personnalité de Brigitte et sa relation avec Picsou. Plus tard, il lui envoya un dessin représentant Picsou ensorcelé par Brigitte grâce à un parfum émanant l'odeur de l'argent. Appréciant l'idée, Scarpa décide de l'exploiter dans son histoire.
On notera deux histoires importantes pour la carrière de Brigitte, car il s'agit de deux histoires où elle a presque pu atteindre son objectif, à savoir se marier avec Picsou. Il s'agit de Le mariage de Picsou ! (Il matrimonio di Zio Paperone) réalisée par Massimo De Vita et de Brigitta e Paperone oggi sposi  réalisée par Antonella Pandini et Marco Pavone.
Dans l'histoire Fantomiald et la justicière romantique (Paperinik, Paperinika e la romantica vendicatrice) publiée en 2013 de Roberto Gagnor et Vitale Mangiatordi, Brigitte est frappée par des ondes amoureuses négatives qui se sont échappées d'une invention de Géo Trouvetou. Rongée par la vengeance et la rancœur, elle devient une justicière romantique du nom de Brigittalde (Brigittik) punissant tous ceux qui ignorent l'importance d'aimer et d'être aimé. Sa cible principale est bien évidemment Picsou.

## Opposition avec Goldie O'Gilt
Le personnage de Brigitte est surtout utilisé dans les histoires de la « veine italienne ». L'auteur Don Rosa, lui préfère une autre cane blonde, Goldie O'Gilt, tenancière de cabaret dans le Yukon, que Picsou a rencontrée dans sa jeunesse, à plusieurs reprises. Dans l'histoire Et voici Chris ! L'idole des jeunes ! (Arriva Paperetta Yè-Yè) de Romano Scarpa, Brigitte et Goldie se rencontre. Elles ne sont pas montrées comme des rivales, au contraire, Goldie encourage Brigitte à aller vers Picsou en lui donnant des conseils. 
Toutefois, les deux personnages restent différents. Brigitte voue un amour passionné à Picsou qui n'est pas réciproque alors que ce dernier et Goldie ont des sentiments puissants et partagés. Cette différence ne rend pas les deux personnages incompatibles. C'est également ce que note le scénariste Giorgio Fontana qui a fait rencontrer les deux canes une nouvelle fois dans l'histoire, Saint valentin à Donaldville Goldie vs Brigitte. Pour l'italien, Goldie est surtout un personnage du passé, l'amour de jeunesse que Picsou a fui en ayant trop peur de ce fort sentiment alors que Brigitte est constamment rejetée. Toutefois, l'auteur souligne que Brigitte peut arriver parfois à toucher une corde sensible de Picsou. 

## Animation
En 1980, dans le cadre d'un projet de dessin animé, Romano Scarpa réalise un model sheet de Brigitte pour indiquer comment la dessiner sur tous les angles. Ce projet ne verra finalement jamais le jour. Néanmoins, Scarpa animera brièvement Brigitte pour un générique d'ouverture nommé Presentazione Disney du programme télévisé Vai col verde en 1982. On y trouve Brigitte parmi différents personnages de l'univers de Donald et Mickey dont des personnages développés par Scarpa et qui soient inconnus dans l'animation comme Chris Yéyé ou Félix. Comme à son habitude, la cane suit amoureusement Picsou,,.